# Majskij (Kraj Chabarowski)
Majskij (ros. Майский) – osiedle typu miejskiego w Rosji, w Kraju Chabarowskim, w rejonie sowiecko-gawańskim. W 2010 liczyło 2598 mieszkańców.